# Cyathea ewanii
Cyathea ewanii är en ormbunkeart som beskrevs av Arthur Hugh Garfit Alston. Cyathea ewanii ingår i släktet Cyathea och familjen Cyatheaceae. Inga underarter finns listade.